# Shakarparian

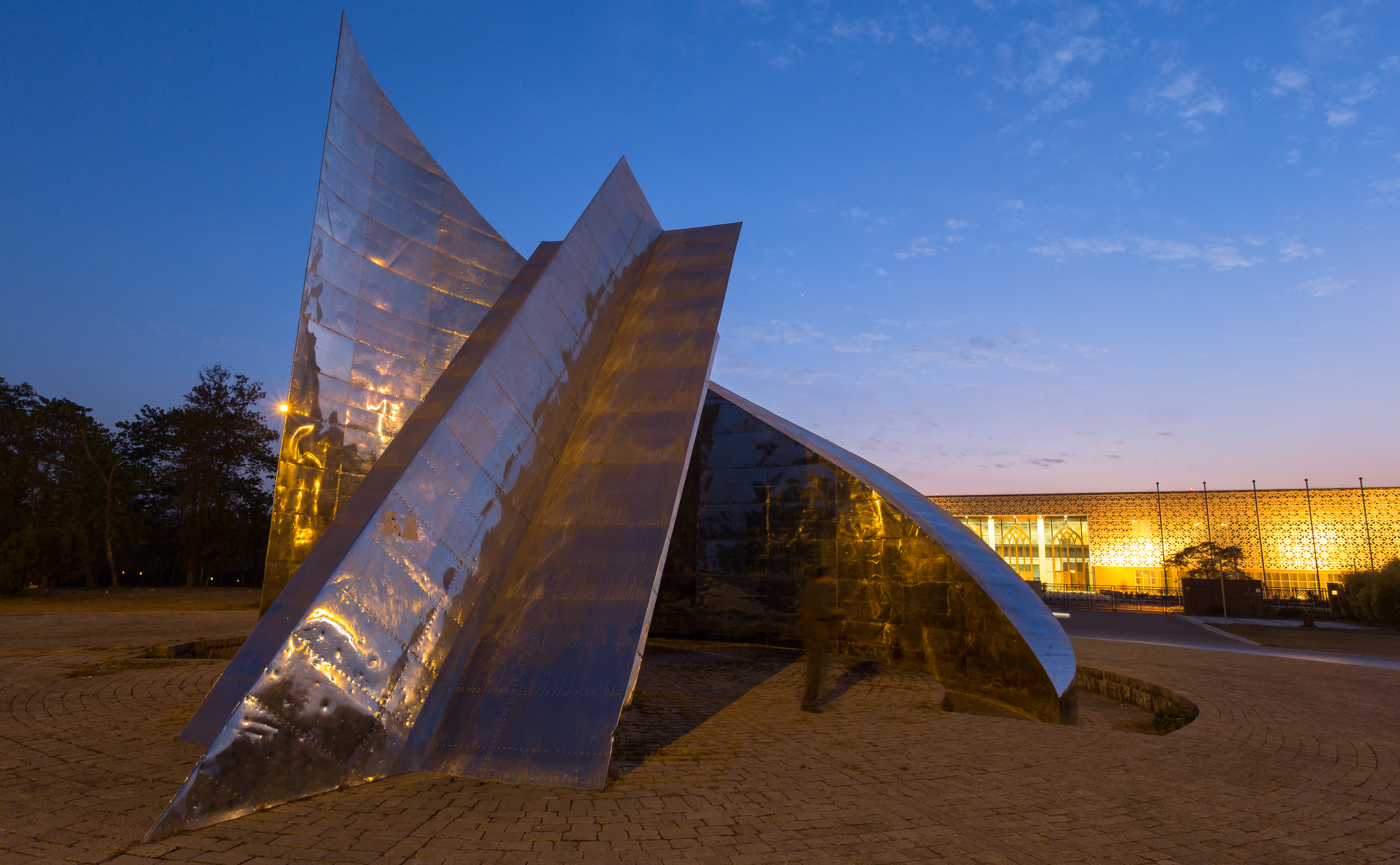
Shakarparian

Shakarparian (también conocido como Shakarparian Hills) consiste en una colina y un parque local en Islamabad, en Pakistán.
Se deriva de dos palabras de la lengua Potohari: Shakar, que significa "dulce", y Parian del Parao, lo que significa un lugar para descansar, o parar sobre-en un intervalo durante viajes largos. El parque está situado cerca del punto cero, el Monumento de Pakistán se encuentra en Shakarparian.
Shakarparian también tiene un campo de desfile que alberga la parada del día de Pakistán cada año el 23 de marzo.